# Веселов, Михаил Алексеевич
Михаил Алексеевич Веселов (1920—1989) — участник Великой Отечественной войны, командир взвода 1232-го стрелкового полка (370-я стрелковая дивизия, 69-я армия, 1-й Белорусский фронт), Герой Советского Союза, лейтенант.

## Биография
Родился 18 февраля 1920 года в пос. Спиридоновка, ныне Кинельского района Самарской области в семье рабочего. Русский.
В 1935 году окончил начальную среднюю школу. Работал в колхозе.
В Красной Армии с 1939 года. Участник Великой Отечественной войны с 1941 года. В 1942 окончил курсы младших лейтенантов. Участник операции «Багратион».
Командир взвода 1232-го стрелкового полка комсомолец лейтенант Михаил Веселов отличился летом 1944 года. В ночь на 31 июля он со своим взводом на подручных средствах переправился через Вислу в районе г. Пулавы (Польша) и закрепился на её левом берегу. Весь следующий день взвод героически удерживал свои позиции на пулавском плацдарме, отразив 7 контратак.
После войны продолжал службу в Советской Армии. Член КПСС с 1945 года. В 1951 году окончил курсы усовершенствования офицерского состава.
С 1955 года подполковник М. А. Веселов — в запасе. Жил и работал в г. Новороссийске Краснодарского края.

## Награды
- Звание Героя Советского Союза присвоено 24 марта 1945 года.
- Награждён орденами Ленина, Красного Знамени, Отечественной войны 1 степени и двумя орденами Красной Звезды, а также медалями.

## Память
- Имя М. А. Веселова увековечено в списках Героев Советского Союза на мемориальной плите в Самаре[4].